# Phrynichus exophthalmus
Espèce
Phrynichus exophthalmus est une espèce d'amblypyges de la famille des Phrynichidae.

## Distribution
Cette espèce se rencontre en Cameroun, au Congo-Brazzaville, au Rwanda, en Tanzanie et au Kenya.

## Publication originale
- Whittick, 1940 : On some African specimens of Phrynichus Karsch (Arachnida, Pedipalpi). Annals & Magazine of Natural History, ser. 6, vol. 11, p. 366-377